# Chamique Holdsclaw
Chamique Shaunta Holdsclaw (Queens, 9 agosto 1977) è un'ex cestista statunitense, professionista nella WNBA.

## Carriera
È stata selezionata dalle Washington Mystics al primo giro del Draft WNBA 1999 (1ª scelta assoluta).
Con gli Stati Uniti ha disputato i Campionati americani del 1997, i Campionati mondiali del 1998 e i Giochi olimpici di Sydney 2000.

## Palmarès
- 3 volte campionessa NCAA (1996, 1997, 1998)
- 2 volte NCAA Basketball Tournament Most Outstanding Player (1997, 1998)
- WNBA Rookie of the Year (1999)
- 3 volte All-WNBA Second Team (1999, 2001, 2002)
- Migliore marcatrice WNBA (2002)
- 2 volte migliore rimbalzista WNBA (2002, 2003)